# Benoît Bertrand
Benoît Bertrand (ur. 1 czerwca 1960 w Nantes) – francuski duchowny katolicki, biskup Mende w latach 2019-2024, biskup Pontoise od 2024. 

## Życiorys
Święcenia kapłańskie otrzymał 29 czerwca 1991 i został inkardynowany do diecezji Nantes. Po święceniach studiował w Rzymie i uzyskał tytuł doktora teologii na Papieskim Uniwersytecie Laterańskim. Pracował jako wykładowca w seminariach w Angers (1994–1996) i Nantes (1996–2004). W 2004 został mianowany rektorem seminarium w Nantes, a w 2010 wikariuszem generalnym diecezji.
17 stycznia 2019 papież Franciszek mianował go ordynariuszem diecezji Mende. Sakry udzielił mu 3 marca 2019 metropolita Montpellier – arcybiskup Pierre-Marie Carré.
4 czerwca 2024 został przeniesiony na urząd ordynariusza diecezji Pontoise. Od 2025 jest wiceprzewodniczącym Konferencji Episkopatu Francji.